# Stadler Stadion
A Stadler Stadion a Stadler FC mérkőzéseinek otthont adó sportlétesítmény, labdarúgóstadion.  A Stadler az 1993–94-es idényben az NB II Keleti csoportját megnyerve Bács-Kiskun megye története első NB I-es labdarúgócsapatává vált. A feljutást követően új stadion épült a Kiskőrös melletti kisközségben, Akasztón. Hosszú ideig ez volt az ország legmodernebb stadionja.
Az építkezés 1994 februárjában kezdődött és egy év alatt épült meg a stadion. A nyitó mérkőzésen 10 000 néző volt kíváncsi a Parmalat FC elleni avatóra. Az abszolút nézőcsúcs 1995. június 24-én volt. 22 000 néző látogatott ki a mérkőzésre ahol a Ferencváros volt az ellenfél.
A csapat megszűnése után előbb a Gázszer FC majd utána a Dunaferr SE játszott ideiglenesen Akasztón. Az utolsó NBI-es mérkőzést 2002. április 6-án rendezték ahol a Dunaferr játszott a Ferencvárossal 5000 néző előtt.

## Megközelítése
A létesítmény az Akasztón átvezető 53-as főút felől érhető el, a község központjában Csengőd felé elfordulva az 5306-os úton, majd arról délkelet felé letérve az Ady Endre, a Sport vagy a Vörösmarty utcák valamelyikén.